# Dexter dans de beaux draps
Dexter dans de beaux draps (titre original : Dexter by Design) est le huitième roman de Jeff Lindsay publié en 2009.
Il s'agit du quatrième livre de la série Dexter, précédé par le premier roman de 2004, Ce cher Dexter (Darkly Dreaming Dexter, qui a formé la base de la série télévisée Dexter sur Showtime), Le Passager noir aussi nommé Dexter revient ! (Dearly Devoted Dexter), sa suite parue en 2005, et Les Démons de Dexter (Dexter in the Dark), le troisième épisode, sorti en 2007.
Le livre est sorti au Royaume-Uni  (ISBN 0-75-288517-0) le 19 février 2009. La sortie américaine est annoncée pour le 8 septembre 2009.

## Résumé
Dexter revient de sa lune de miel à Paris avec Rita, au cours duquel ils ont assisté à un spectacle d'art moderne où une artiste s'est enlevée la chair de son propre mollet.
À peine revenu, Dexter apprend qu'un nouveau tueur en série disperse des corps à travers la ville, non sans avoir fait aux dépouilles des transformations qui déconcertent Dexter et amusent son Passager Noir (son instinct de tueur) : les corps sont souvent vidés des organes internes pour y placer divers objets, puis disposés en évidence dans des mises en scène très travaillées. Debra se retrouve chargée de l'affaire, mais n'y entend rien, pas plus que son nouveau partenaire, l'inspecteur Coulter. Dexter parvient cependant à comprendre la démarche du tueur en suivant la piste de ceux qui veulent du tort au tourisme de Miami ; en effet, l'office du tourisme a reçu des vidéos des meurtres. Debra et lui trouvent ainsi un nom, mais alors qu'elle allait interroger l'un des suspects, elle se fait poignarder. Dexter est quelque peu désorienté par l'appréhension de la perte de sa sœur, ce qui ne l'empêche pas de retrouver et tuer l'homme que Debra comptait interroger, libéré par son avocat grâce à des détails incertains.
Il voit peu après qu'il a commis une erreur : le suspect avait un petit ami complice, Brandon Weiss, qui a filmé le meurtre de son amant et menace de révéler la vérité sur Dexter en postant le film sur YouTube. Dexter le pourchasse mais le tueur a une longueur d'avance, n'hésitant pas à tuer un autre complice et faire exploser sa maison pour tenter de tuer Dexter — il en réchappe indemne —, puis à tenter d'enlever Astor et Cody — les enfants le mettent en fuite. Ces événements attirent les soupçons de Coulter sur Dexter, mais permettent à ce dernier de comprendre que Weiss considère ses meurtres comme des œuvres d'art.
Dexter demande l'aide de Kyle Chutsky, le compagnon de Debra. Chutsky emmène Dexter à Cuba, grâce à un croquis de Weiss, mais leur opération tourne court car ils se font repérer avant de pouvoir agir. Weiss réapparait finalement dix jours plus tard, lors d'une exposition d'art, où il parvient à tuer Coulter pour une de ses œuvres, mais ce sont Rita et les enfants qui le mettent hors d'état de nuire. L'affaire est finalement classée, ce qui permet à tous les personnages de revenir à leur vie quotidienne. Dexter a néanmoins une dernière surprise : Rita est enceinte.